# Semper fidelis
Semper fidelis (от лат. Всегда верен) — фраза, служащая девизом и названием некоторых структур.

## История

Герб Львова времен Второй Речи Посполитой с изображением девиза «Semper fidelis»

Корпус морской пехоты США использует этот девиз с 1883 года, также девиз войск специального назначения Швейцарской Конфедерации. С 1558 года используется как девиз города Эксетер (Англия).
Известна также в качестве девиза города Львов, Украина. В 1658 году он подарен Львову папой Александром VII, до 1939 года официально использовался как девиз Львова. После Второй мировой войны он не получил официального утверждения.